# 이상훈 (1968년)
이상훈(1968년 6월 12일~)은 대한민국의 배우이다. 1987년에 연극배우로 처음 데뷔하였다.

## 출연작

### 영화
- 2021년 《이번엔 잘 되겠지》
- 2008년 《날나리 종부전》 - 인석 역
- 2007년 《만남의 광장》 - 동엽 역
- 2006년 《공필두》 - 김형사 역
- 2006년 《구세주》 - 주원 역
- 2005년 《파송송 계란탁》 - 박사 역
- 2004년 《시실리 2km》 - 춘식 역
- 2003년 《위대한 유산》 - 창훈 역

### 드라마
- 2022년 MBC 《닥터 로이어》 - 박계장 역
- 2020년 SBS 《굿캐스팅》 - 탁상기 역
- 2018년 KBS2 《하나뿐인 내편》 - 변태석 역
- 2018년 KBS2 《우리가 만난 기적》 - 오 형사 역
- 2016년 iHQ DRAMA 《1%의 어떤 것》 - 김진만 역
- 2015년 SBS 《애인 있어요》
- 2014년 네이버 TV 《뱀파이어의 꽃》
- 2014년 KBS2 《태양은 가득히》 - 안비서 역
- 2013년 KBS2 《왕가네 식구들》 - 허우대 역
- 2012년 MBC 《아랑사또전》 - 형방 역
- 2011년 KBS2 《포세이돈》 - 이원탁 역
- 2011년 SBS 《여인의 향기》 - 임세경의 오빠 역[5]
- 2011년 MBC 《짝패》 - 만덕 역
- 2010년 SBS 《인생은 아름다워》 - 박 역
- 2008년 SBS 《태양을 삼켜라》
- 2008년 MBC 《에덴의 동쪽》 - 김종석 역
- 2008년 KBS2 《엄마가 뿔났다》
- 2002년 KBS2 《내사랑 누굴까》 - 상규 역